# Katedra w San Cristóbal de La Laguna
Katedra w San Cristóbal de La Laguna (j. hiszp. Santa Iglesia Catedral de San Cristóbal de La Laguna) – świątynia katolicka w miejscowości San Cristóbal de La Laguna na Wyspach Kanaryjskich; kościół diecezjalny i siedziba biskupia.

## Historia
Budowę katedry rozpoczęto w 1904 roku, a zakończono w 1915 roku. Została wzniesiona w miejsce dawnego kościoła Nuestra Señora de los Remedios, wybudowanego w 1515 roku a w 1815 będącego katedrą. W 1897 roku budynek kościoła, ze względu na zły stan, został rozebrany – zachowano jedynie fasadę pochodząca z 1820 roku.
Obecny budynek został wybudowany w stylu neogotyckim, ze sklepieniami krzyżowymi. Jego projektantem był José Rodrigo de Vallabriga. Kaplica główna została zaopatrzona w tabernakulum wykonane w 1795 roku przez rzeźbiarza Jose Lujana Pereza, pochodzącego z Gran Canarii. Nad tabernakulum znajduje się XVI-wieczna, drewniana rzeźba przedstawiająca ukrzyżowanego Chrystusa. W katedrze znajduje się również barokowe Retabulum de Los Remedios z pierwszej połowy XVIII wieku złożonego z siedmiu obrazów autorstwa Hendricka Van Balena nauczyciela Antona van Dycka i Fransa Snydersa. Prócz dzieła Balena w katedrze można obejrzeć prace malarza kanaryjskiego Cristobala Hernandeza de Quintany Dusze w Czyśćcu oraz Juana de Mirandy Ostatnia Wieczerza.

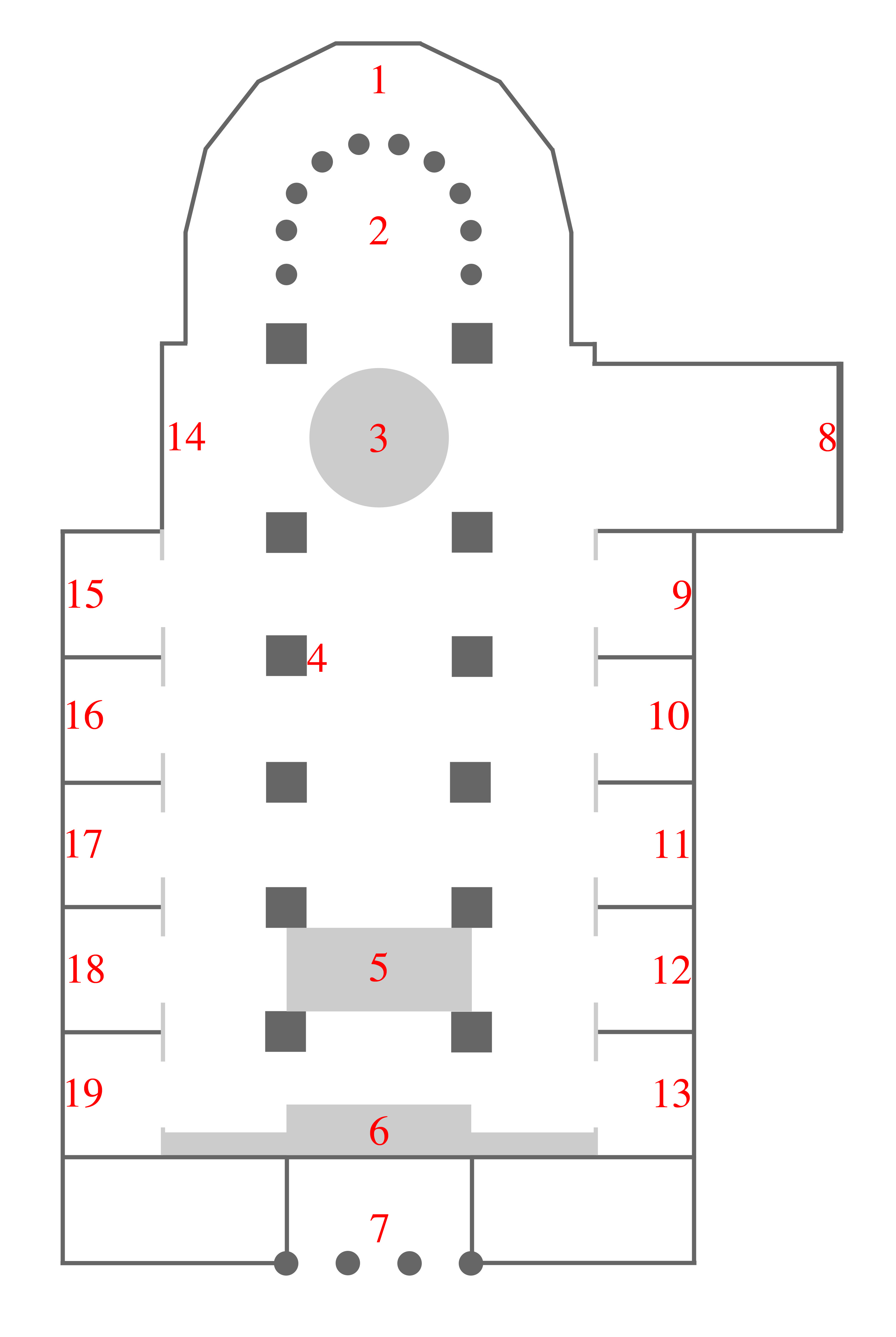
Plan Katedry La Laguna
1- Ambit
2- Ołtarz główny
3- Kopuła
4- Pulpit
5- Parter kaplicy katedralnej
6- Chór
7- Portal
8- Kaplica Pani z Remedies
9- Kaplica Niepokalanego Poczęcia
10-Kaplica św. Teresy z Avila
11- Boczne wyjście na ulicę Obispo Rey Redondo
12- Kaplica Matki Boskiej z Carmel
13- Kaplica św. Barbary
14- Stół dusz w czyśćcu
15- Kaplica Chrystusa przy kolumnie
16- Kaplica Matki Boskiej z Candelarii
17- Wejście boczne
18- Kaplica św, Józefa
19- Kaplica baptysterium